# Operación Amanecer 3
La Operación Amanecer 3 (también llamada Operación Valfajr 3) fue la peor derrota de Irán ante Irak durante la Guerra Irán-Irak, de todas las operaciones Amaneceres. 180,000 tropas iraníes participaron en este ataque, pero el fuego iraquí en apoyo de sus tropas muy atrincheradas masacraron el avance iraní.  
Los iraquíes salieron de sus trincheras para contratacarlos y tomaron Mehran. Aunque las tropas iraníes tenían una alta motivación, estaban pobremente entrenadas y equipadas para esta batalla. Para Irán la operación fue un desastre.